# Mathias Rauch
Mathias Rauch (* 1976 in Schwendau, Tirol, Österreich) ist ein österreichischer Komponist, Arrangeur, Kapellmeister und Tubist. 

## Leben
Rauch studierte Tuba in München bei Thomas Walsh. Danach studierte er für ein Jahr am Music-College Chicago. In den folgenden Jahren gewann er verschiedenste Solowettbewerbe weltweit. In dieser Zeit spielte er mit verschiedensten Künstlern, unter anderem mit Jon Sass.
Ab 2007 war Rauch Tubist bei den Innsbrucker Böhmischen. Mit diesen gewann er 2011 auch mit seiner Komposition Tuba Wahnsinn den Preis für die beste Komposition für Solo und Blechbläserensemble in New York City. Das Solo wurde dabei von Mathias Rauch auf der Originalaufnahme selbst eingespielt. Zwischenzeitlich leitete Rauch auch die Hippacher Musikanten und schuf Kompositionen und Arrangements für diese. Nach einer Auszeit stieg er 2018 wieder bei den Innsbrucker Böhmischen ein, diesmal allerdings als Baritonist. Zuvor hatte er schon das Stück Böhmische Liebe für das Album Momente, welches 2016 veröffentlicht wurde, geschrieben. Böhmische Liebe wurde zu einem der bekanntesten Stücke der modernen böhmischen Blasmusik und wurde über eine Million Mal verkauft. Rauch schrieb über 400 Werke für Blasorchester und Besetzungen jeglicher Art.